# Линейные корабли типа «Норманди»
Линейные корабли типа «Норманди» (фр.  Normandie — Нормандия) — серия французских линейных кораблей, намечавшихся к постройке в 1910-х годах. Являлись развитием линейных кораблей типа «Бретань». Представляли собой попытку французских конструкторов создать корабли, не уступающие линкорам других стран в огневой мощи, при ограниченном водоизмещении, что диктовалось размерами французских сухих доков. Впервые в мире были применены четырёхорудийные башни главного калибра. Всего планировалось построить 5 линкоров этого типа: «Норманди», «Лангедок», «Гасконь», «Фландр», «Беарн».
Первые четыре были заложены в 1913 году, последний в 1914 году. Три корабля были спущены на воду в 1914 году, «Лангедок» в 1916 году. Однако события Первой мировой войны вынудили прекратить достройку линкоров. Последний корабль этого типа — «Беарн» был спущен на воду уже в 1920 году. По условиям Вашингтонского морского договора строительство всех линкоров было прекращено, но условия договора позволили Франции перестроить «Беарн» в авианосец, что и было выполнено в 1923—1927 годах.
Дальнейшим развитием проекта должны были стать линкоры типа «Лион».

## История проектирования
5 декабря 1911 года Технический отдел французского Морского министерства подготовил анализ закладываемых по программе 1912 года линкоров типа «Бретань». Технический отдел сожалел, что его специалисты не были привлечены к разработке конструкции данных кораблей. В документе говорилось, что расположение башен в центральной части корабля в диаметральной плоскости уже было опробовано на броненосцах программы 1886 года — «Формидабле» и «Amiral Baudin» и было признано неудачным. Орудия, расположенные таким образом, имели ограниченные углы обстрела, а стрельба из них приводила к повреждению надстроек. По мнению авторов документа, в силу вышеперечисленного следовало отказаться от такого расположения башен на линкорах программы 1913 года. Директор конструкторского департамента ознакомил с анализом морского министра и Верховный совет флота. 5 января 1912 года морским министром был поднят вопрос о разработке технического задания для линкоров 1913 года, во время обсуждения которого у собравшихся возникло понимание, что новые линкоры должны отличаться по конструкции от кораблей типа «Бретань». Требовалось определить водоизмещение и скорость, а также размещение вооружения — в двух-, трёх- или четырёхорудийных башенных установках. Технический отдел в срочном порядке разработал ряд эскизных проектов, которые были представлены на рассмотрение 1 февраля 1912 года.
На проект накладывался ряд технических ограничений. Так, исходя из глубин французских портов, якорных стоянок и размеров имевшихся доков, выходило, что длина будущих кораблей ограничена пределом в 170—172 метра, ширина — порядка 27,5 метров, осадка — 8,8 метра. При таких размерениях нормальное водоизмещение должно было составлять порядка 25 000 тонн. Эта цифра включала только 700 тонн угля в бункерах, при 2700 т угля и 300 т нефти при полном водоизмещении. Водоизмещение по сравнению с «Бретанью» выросло на 1500 тонн и многими рассматривалось как предельное. Между тем, за рубежом это водоизмещение уже было превышено. В Великобритании были заложены линкоры типа «Айрон Дюк» (25 000 т, 10×343-мм), в Германии — линкоры типа «Кёниг» (26 575 т, 10×305-мм), в США — линкоры типа «Пенсильвания» (31 400 т, 10×356-мм). В Великобритании планировались к закладке линкоры типа «Куин Элизабет» (27 500 т, 8×381-мм), и даже в Италии начались работы по созданию линкоров типа «Карачолло» водоизмещением в 29 500 тонн.
При ограничении нормального водоизмещения в 25 000 тонн можно было создать линкор с вооружением как у «Бретани» и скоростью в 21 узел. При снижении скорости до 20 узлов появлялась возможность разместить двенадцать 340-мм орудий. Орудия располагались по линейно-возвышенной схеме — в каждой оконечности по одной четырёхорудийной и одной возвышенной двухорудийной башне. Рассматривался вариант размещения двенадцати 340-мм орудий в трех четырёхорудийных башнях. Третья располагалась в центральной части — вариант так критиковавшийся техническим департаментом. Ещё одним вариант имел вооружение из 16 305 мм орудий — четыре четырёхорудийных башни по линейно-возвышенной схеме. Идея использования четырёхорудийных башен была не нова и уже предлагалась Дюпонтом (англ. M. Dupont), инженером оружейного завода в Сен-Шамоне (англ. Compagnie des forges et aciéries de la marine et d'Homécourt). По паре орудий располагались в двух люльках. Пара орудий поэтому заряжалась и проводила выстрел одновременно. Для снижения вероятности вывода из строя четырёх орудий одним снарядом башня делилась вертикальной 40-мм перегородкой на две полубашни. Была предложена отличная от «Бретани» схема защиты, но подробностей о ней не сохранилось. Особое внимание было уделено повышению дальности плавания. Турбинные корабли с прямым приводом на вал обладали низкой экономичностью на крейсерских ходах. Поэтому был предложен вариант четырёхвинтовой комбинированной установки мощностью 32 000 — 35 000 л. с. Внутренняя пара валов приводилась во вращение турбинами, без режима заднего хода. А внешняя пара валов приводилась во вращение паровыми машинами мощностью 16 000 — 16 800 л. с. Паровые машины должны были обеспечивать крейсерский ход до 16 узлов и обеспечивать задний ход корабля. Такая комбинированная установка мощностью 47 000 л. с. была в частности установлена на лайнерах «Олимпик» и «Титаник». Были однако и отличия в установках для линкоров и лайнеров. На «Норманди» пар после паровых машин не должен был поступать на турбины. Лайнеры в основном эксплуатировались на одной постоянно скорости, а для линкоров нужна была многорежимная силовая установка. Поэтому контуры паровых машин и паровых турбин были раздельными.
Французский флот серьёзно отставал от флотов Великобритании и Германии. К 1911 году вступили в строй броненосцы типа «Дантон». К этому времени в Великобритании ввели в состав флота первые десять дредноутов, пять линейных крейсеров и заложили сверхдредноуты типа «Орион». У немцев были построены восемь дредноутов и один линейный крейсер. Даже американцы, не считавшиеся в начале 20 века великой морской державой, ввели в строй шесть дредноутов. Велось строительство ещё большего числа новых крупных кораблей. На этом фоне закладка во Франции в 1910—1911 четырёх дредноутов типа «Курбэ» и в 1913 трех типа «Бретань» была недостаточной. 30 марта 1912 года была принята амбициозная программа развития флота 1912 года (фр. Statut naval). По нему к 1920 году французский флот должен был включать в себя 28 линкоров. Кроме относительно новых броненосцев типов «Републик», «Веритэ», «Дантон», дредноутов «Курбэ» и сверхдредноутов «Бретань» необходимо было заложить ещё 10 кораблей. В 1913 и 1914 годах должны были быть заложены по два дредноута типа «Норманди», в 1914 году — четыре дредноута типа «Лион» водоизмещением 29 000 т, и в 1917 году — два дредноута нового типа. Вскоре программа была пересмотрена с целью получения к 1918 году 12 сверхдредноутов в составе флота. В 1913 году следовало заложить четыре линкора типа «Норманди», в 1914 году — однотипный с ними пятый корабль, и в 1915 году — четыре линкора типа «Лион».
Генеральный штаб 26 марта 1912 года озвучил своё видение облика будущих линкоров. Калибр орудий 340-мм. От трехорудийных установок предложенных заводом в Сен-Шамон рекомендовано было отказаться. Предлагалась линейно-возвышенная схема расположения двух четырёх- и двух двух-орудийных башен. Она обеспечивало максимальное количество орудий при минимальном водоизмещении. Если при дальнейших расчетах окажется, что оконечности будут сильно перегружены, рекомендовано было вернуться к схеме «Бретани» с двухорудийными башнями. Корабли должны были нести 300-тонный запас нефти, поэтому было рекомендовано оснастить линкоры системой дозаправки в море новых полностью нефтяных 800-тонных миноносцев. Силовая установка была предложена турбинная, как более подходящая для военного времени и единственная могущая обеспечить скорость в 21 узел. Максимальная осадка не должна была превысить 9 метров. Верховный совет флота на совещаниях 3 и 4 апреля пришел к следующим решениям:
- За основу принимается схема размещения 340-мм орудий как на «Бретани», пока конструкторский департамент не сможет выдать работоспособной конструкции четырёхорудийной башни
- Принимается комбинированная силовая установка
- Не принимается новая схема защиты. Используется схема защиты как на «Бретани» с возможным увеличением толщины пояса и защиты боевой рубки.
- Для вспомогательной артиллерии вместо первоначально рассматривавшихся 22 138,6 мм установок — два калибра — 18 138,6 мм и 12 100 мм.
- Предложение по использованию башен или парных установок 138,6 мм орудий отклоняются. Они не обеспечивали быстрого и гибкого переноса огня в широком диапазоне углов обстрела. И, самое главное, затрудняли ручное заряжание орудий, обеспечение чего по тем временам считалось одним из важных требований[6].

Технический совет начал работу над двумя проектами. В проекте А7 вооружение состояло из десяти 340 мм орудий в двухорудийных башнях. В проекте А7 bis было предложено разместить 12 340-мм орудий в трех четырёхорудийных башнях. Это позволяло в рамках 25 000 т ограничения получить линкор с 12 340-мм орудиями и скоростью в 21 узел. По сравнению с вариантом с использованием двух- и четырёх-орудийных башен экономия веса составляла 240 тонн. Прогресс завода Сен-Шамон в разработке проекта четырёхорудийных башен позволил министру утвердить предложения завода 6 апреля и подписать договор на разработку установок 20 июля. Технический отдел при этом сообщил что не успеет в отведенное время осуществить разработку и наладить производство 100-мм орудий, поэтому решением министра 23 мая решено было использовать только орудия калибра 138,6 мм. 26 июня проекты легли на стол контр-адмиралу, отвечающему за военно-морские разработки. 5 июля проекты были переданы на рассмотрение верховного совета. С рекомендацией принять в работу проект А7 bis, как имеющий лучшее вооружение и защиту. Этот же выбор поддерживал и глава технического отдела. Через три дня на заседании верховного совета флота эта рекомендация была одобрена. Проект А7 bis и был затем представлен и одобрен Техническим комитетом 26 октября 1912 года. Наибольшую критику вызвало расположение единственной мачты позади дымовой трубы. Испытания «Лайона» показали, что такое расположение приводит к невозможности нахождения на командно-дальномерных постах (КДП) из-за горячих газов. Также это приводит к затруднению в распознавании флажных сигналов, скрытых в дыму. Перенос мачты вперед дымовой трубы был затруднен из-за того, что в таком случае воздействию газов подвергались антенны радиосвязи. Поэтому комитет рекомендовал разместить две сигнальных мачты, что позволяло вынести КДП перед носовой трубой и приемлемо разместить радиоантенны.
Четыре корабля программы 1913 года, будущий тип «Норманди», должны были составить одну дивизию. Они получили комбинированную силовую установку. Пятый корабль — «Беарн» должен был составить одну дивизию с тремя кораблями типа «Бретань». Поэтому он получил чисто турбинную установку.

## Конструкция
| Проектные статьи весовой нагрузки, т                     | Проектные статьи весовой нагрузки, т |
| -------------------------------------------------------- | ------------------------------------ |
| Оснащенный корпус                                        | 6969,61                              |
| Бронирование                                             | 7637,37                              |
| Корпусные принадлежности и стационарное оборудование     | 5213,84                              |
| Номинальная нагрузка (запасы и передвижное оборудование) | 5222,04                              |
| Запас водоизмещения                                      | 187,91                               |
| Итого нормальное водоизмещение                           | 25 230,77                            |

### Корпус
Линкоры должны были иметь длину между перпендикулярами 170,6, по ватерлинии 175, наибольшую — 176,4 м. Ширина должна была составить 27,0 м, осадка — 8,65 м. Водоизмещение при полной нагрузке должно было составить 25 230,77 т. Корпус имел прямой форштевень, с плавным округлением в подводной части. Палубы были плоскими, без подъема к носу. Высота надводного борта у форштевня составляла 6,85 м, на ахтерштевне — 4,6 м. Борта не имели завала внутрь, а в носовой части имели небольшой развал наружу. В кормовой оконечности располагались два параллельных полубалансирных руля. Линкоры имели протяженный полубак и носовую надстройку с нижним ярусом от борта до борта. Благодаря этому носовая башня главного калибра имела большую высоту над ватерлинией, что должно было обеспечить возможность её использования в свежую погоду. Корабли имели две дымовых трубы и высокую грот-мачту. Общий вес корпуса корабля составлял 6969,61 т.
По сравнению с типом «Бретань» была изменена форма кормы, для того чтобы установить два параллельных руля. «Бретань» сильно заливало на волне. По сравнению с ней оконечности «Нормандии» были менее нагруженными, поэтому проблем с мореходностью не должно было возникнуть. Получилось улучшить и показатели остойчивости — расчетная метацентрическая высота должна была составить 1,45 м.
В состав плавсредств входили два 10-метровых паровых катера, три 11-метровых моторных катера для адмирала и офицеров, две 13-метровые шлюпки, два 11-метровых рабочих катера, два 8,5-метровых вельбота, два 5-метровых яла, две 3,5-метровых плоскодонных лодки и две 5,6-метровых складных парусиновых шлюпки.
Экипаж по штату состоял из 41 офицера, 124 старшин, 996 матросов, 22 вольнонаемных и 18 музыкантов. Была возможность размещения адмирала со своим штабом.

### Бронирование
Схема бронирования в целом повторяла таковую на «Бретани», с увеличением толщин брони в некоторых местах. Общий вес защиты составлял 7637,365 тонн, или чуть более 30 % от полного водоизмещения. Броневой пояс защищал практически весь борт по ватерлинии, отсутствуя на небольшом участке в кормовой оконечности. Главный броневой пояс изготавливался из цементированной брони и в районе цитадели имел толщину 280 мм. Через тиковую подкладку он крепился к обшивке из двух слоев судостроительной стали толщиной по 10 мм. В подводной части, в месте где снаряду нужно было пройти еще толщу воды, пояс имел утоньшение к низу. В оконечности главный пояс продолжался поясами меньшей толщины — в корме 120 мм и в носовой части 180 мм. В районе цитадели, от второй башни главного калибра до кормового каземата средней артиллерии шел верхний пояс. Он изготавливался из плит, нижний край которых имел толщину 280 мм, а кверху они постепенно сужались до 240 мм. Между барбетами второй и средней башен главного калибра каземат средней артиллерии прикрывался плитами 180-160-мм толщины. Линкоры имели две броневых палубы. Обе имели толщину 50 мм. Нижняя имела скосы толщиной 70 мм, которые уходили к нижней кромке главного броневого пояса.
Защита артиллерии главного калибра рассчитывалась на противостояние собственным снарядам. Башни главного калибра имели лобовую плиту из 300 мм на двух слоях стали по 20 мм, боковые стенки толщиной 250 мм и крышу толщиной 100 мм. Барбеты имели толщину 280 мм. Боевая рубка была защищена 300 мм броней. Противоторпедная защита на миделе имела глубину около 3 м и включала в себя одну противоторпедную переборку из трех слоев стали по 10 мм.

### Вооружение
Главный калибр линкоров типа «Норманди» — двенадцать 340-мм 45-калиберных орудий модели 1912 года, размещенных в трёх четырехорудийных башенных установках. Башни располагались по линейно-возвышенной схеме — по одной в оконечностях и одна в центре по диаметральной плоскости. Высота осей цапф носовой башни относительно ватерлинии составляла 11,1 м, у средней башни — 9,8 м, у кормовой — 7,5 м. Углы обстрела составляли 140, 150 и 135 градусов на каждый борт соответственно.
340-мм орудие образца 1912 года весило 66 950 кг. Затвор поршневой, системы Велина. Заряд пороха массой 153,5 кг состоял из четырёх картузов. Бронебойный снаряд имел массу 555 кг, фугасный — 465 кг. Начальная скорость бронебойного снаряда составляла 800 м/с. При максимальном угле возвышения орудий в 18° максимальная дальность стрельбы этим снарядом должна была составить 18 000 м.
Каждая башня делилась броневой перегородкой на две «полубашни». Каждая полубашня имела собственные снарядные и зарядные погреба и систему подачи. Пара орудий в каждой полубашне находилась в общей люльке и могли вести огонь и перезарядку только совместно. Скорострельность должна была составить 2 выстрела в минуту на орудие. Боезапас должен был составить по 100 снарядов на ствол.
Для управления огнём главного калибра предназначались пять 3,66-м дальномеров. Два из них располагались на крыше боевой рубки, ещё по одному — на каждой башне. Управление стрельбой каждой башни могло осуществляться как с центрального поста, так и индивидуально. Также каждая башня могла служить в качестве резервного поста управления стрельбой. Для ведения ночной стрельбы предназначались пять боевых 90-см прожекторов.
Противоминный калибр состоял из двадцати четырёх 138,6-мм орудий образца 1910 года с длиной ствола 55 калибров. Орудие имело раздельно-гильзовое заряжание и углы подъёма −7°/+15°. Масса порохового заряда 10,4 кг. Фугасному снаряду массой 31,5 кг сообщалась начальная скорость 840 м/с, что обеспечивало максимальную дальность 15 100 м. Скорострельность составляла 5—6 выстрелов в минуту. Противоминная артиллерия была расположена в восьми трёхорудийных казематах — по четыре каземата с каждого борта. Носовая пара казематов располагалась в носовой надстройкой перед средней башней главного калибра. Кормовая пара казематов располагались на одну палубу ниже верхней палубы. Остальные казематы располагались на верхней палубе в центральной части. Боезапас составлял по 275 выстрелов на орудие.
Вооружение дополнялось 47-мм пушками Гочкиса образца 1902 года. Они располагались на станках для зенитной стрельбы на палубе полубака в районе второй дымовой трубы. Минно-торпедное вооружение состояло из шести 450-мм торпедных аппаратов, расположенных побортно в районе боевой рубки (два с правого и один с левого борта) и под кормовой надстройкой (два с левого, один с правого борта). Общий боезапас составлял 36 торпед.

### Энергетическая установка
Энергетическая установка линкоров типа «Норманди» мощностью 32 000 л. с. обеспечивала скорость хода в 21 узел. Кратковременно на форсаже энергетическая установка могла развить 45 000 л. с., чего должно было хватить для достижения скорости в 22 узла. Все корабли этого типа оснащались четырьмя гребными винтами. Первые четыре линкора серии получили комбинированную силовую установку, состоящую из двух четырёхцилиндровых паровых машин тройного расширения с приводом на вешнюю пару валов и паровых турбин с прямым приводом на внутреннюю пару валов. Диаметры цилиндров паровых машин несколько отличались в зависимости от изготовителя. Первый цилиндр высокого давления имел диаметр поршня 1,16—1,18 м, второй, среднего давления, имел диаметр 1,66—1,73 м, за ними шли два цилиндра низкого давления с диаметром поршня 1,98 м. В комплект турбин входили турбины высокого и низкого давления. На «Нормандии» и «Фландре» стояли турбины Парсонса, на «Гаскони» — системы «Рато-Бретань», а на «Лангедоке» — системы «Шнайдер-Золли».
Внешняя пара четырёхлопастных винтов имела диаметр 5,2 м с шагом 6,37 м при частоте вращения на полном ходу 115 об/мин. Внутренняя пара винтов была трехлопастной с диаметром 3,34 м и шагом в 3,1 м при максимальной частоте вращения 280 об/мин. Турбины не имели ступеней заднего хода. Для этого и для крейсерского хода в 16 узлов использовались паровые машины. На пятом корабле серии — «Беарне», стоял четырёхвальная установка с четырьмя комплектами турбин системы Парсонса с прямым приводом на четыре вала. Несмотря на то, что во Франции в 1913 году был заказан миноносец Enseigne Gabolde с зубчатым редуктором, ставить на «Беарн», заложенный в 1914 году, турбозубчатый агрегат не рискнули. Турбины с приводом на внутренние валы были такие же, как и на остальных кораблях серии. В комплект турбин с приводом на внешние валы входили турбина высокого давления и две турбины низкого давления. Вместе с каждой ТНД стояла турбина крейсерского хода. Турбины размещались в трех параллельных отсеках. Центральное занимали турбины низкого давления. Пар подавался сначала на ТВД, потом на одну из ТНД. Все винты были трехлопастными диаметром 3,34 м с шагом 3,1 м.
Паром корабли обеспечивали вертикальные котлы с трубками малого диаметра с давлением пара 20 кг/см². Количество и тип паровых котлов также различались по кораблям серии. «Норманди» и «Гасконь» имели по 21 водотрубному котлу Гюйо-дю Тампля, «Фландр» и «Лангедок» — по 28 котлов Бельвиля, «Беарн» — 21 котёл Никлосса. Все котлы имели смешанное отопление. Для линкоров с 21 котлом первыми от носа шли котельные отделения № 1 и № 2 с шестью котлами в каждом, затем погреба 138-мм орудий, потом котельное отделение № 3 с 9 котлами, подбашенное отделение средней башни ГК и отделение пароконденсаторов.
Расход топлива при 10 часовых испытаниях на скорости 21 узел составлял по 180 кг угля или 135 кг нефти на 1м² колосниковой решетки. При форсировке мощности на трехчасовых испытаниях расход угля составил 225 кг на 1м². Нормальный запас топлива составлял 900 т. Полный запас топлива — 2700 т угля и 300 т нефти. Для кораблей с комбинированной силовой установкой полного запаса топлива должно было хватать ля дальности 1800 миль на полном ходу, и при использовании только паровых машин 3375 миль на 16 узлах и 6500-6600 миль на 12 узлах.
Для выработки электроэнергии использовались четыре турбогенератора мощностью по 400 кВт, обеспечивающих бортовую сеть питанием с напряжением 220 В. Турбогенераторы располагались вокруг средней башни главного калибра и каждый оснащался собственным пароконденстатором.

## Строительство и судьба
| Представители | Представители     | Представители                                          | Представители   | Представители       | Представители                  |
| Корабль       | Оригинал названия | Верфь                                                  | Дата закладки   | Дата спуска на воду | Планируемая дата ввода в строй |
| ------------- | ----------------- | ------------------------------------------------------ | --------------- | ------------------- | ------------------------------ |
| «Норманди»    | Normandie         | Ateliers et Chantiers de la Loire, Сен-Назер           | 18 апреля 1913  | 19 октября 1914     | март 1916                      |
| «Лангедок»    | Languedoc         | Forges et Chantiers de la Gironde, Бордо               | 18 апреля 1913  | 01 мая 1915         | марта 1916                     |
| «Фландр»      | Flandre           | Военно-морская верфь в Бресте                          | 01 октября 1913 | 20 октября 1914     | июнь 1917                      |
| «Гасконь»     | Gascogne          | Военно-морская верфь в Лорьяне                         | 01 октября 1913 | 20 сентября 1914    | июнь 1917                      |
| «Беарн»       | Bearn             | Forges et Chantiers de la Mediterrenee, Ла-Сен-сюр-Мер | январь 1914     | апрель 1920         | 1917                           |

После постройки серии из пяти линкоров типа «Норманди» французский флот должен был получить две дивизии сверхдредноутов четырёх-корабельного состава. Постройка первых четырёх линкоров была включена в программу 1913 года. Заказ на «Нормандию» и «Фландр» был выдан 12 декабря 1912 года, на «Гасконь» и «Лангедок» 30 июля 1913 года. Пятый корабль строился по программе 1914 года. Сначала он носил имя «Ванде», но потом оно было сменено на «Беарн». Заказ на него выдали 3 декабря 1913 года. Его контрактная стоимость без вооружения составила 57 165 млн франков. «Беарн» был заложен 5 января 1914 года на стапеле № 1 верфи частной компании «Форж э Шантье де ля Медитерран» в Ла-Сейне с заводским № 1071.
С началом первой мировой войны работы над линкорами были приостановлены, так как все ресурсы были направлены на нужды армии. С целью освобождения стапелей первые четыре корабля были спущены на воду с августа 1914 по май 1915 года. 23 июля 1915 года военно-морское руководство приостановило все работы на них, поскольку считало их строительство задачей низкого приоритета. Корпуса на верфях были законсервированы. В конце июля 1915 года были приостановлены и работы над системами вооружения. Четыре готовых 340-мм орудия были смонтированы на железнодорожные установки и переделаны армии. Ещё 9 орудий, изготовленных для «Лангедока», переделали в железнодорожные уже после войны в 1919 году. Несколько изготовленных 138,6 мм орудий также использовали на суше. К моменту остановки работ по «Норманди» готовность по корпусу составила 65 %, по силовой установке — 70 %, по вооружению — 40 %. Предназначенные для неё котлы были использованы при постройке эсминцев типа «Авантюрье». «Лангедок» имел готовность по корпусу 49 %, 26 % по вооружению и 73 % по силовой установке. Его котлы были использованы при строительстве противолодочных авизо.
Для «Фландра» готовность по корпусу составила 65 %, механизмов 60 % и башенным установкам главного калибра — 51 %. Для «Гаскони» 60 %, 44 % и 75 % соответственно. Работы по «Беарну» находились в начальной стадии. Готовность по корпусу составила 8-10 %, по турбинам — 25 %, по котлам — 17 %, по башенным установкам — 20 %. В январе 1918 года по дредноутам типа «Норманди» вышло распоряжение, по которому работы оставались замороженными, но материалы заготовленные верфях должны были оставаться в готовности для возобновления работ. Правда по «Гаскони» 3086 т листового материала уже было использовано на другие нужды.
Уже через несколько дней после заключения перемирия с Германией, 22 ноября 1918 года конструкторский отдел направил в штаб запрос на получение требований к проекту модификации линкоров типа «Норманди». Генеральный штаб 29 ноября сформулировал следующие требования: скорость 26-28 узлов, значительное усиление защиты, более мощное вооружение. В ответ конструкторский отдел подготовил доклад за подписью начальника технического департамента Дойера на имя министра. В докладе говорилось что требования высказанные генеральным штабом нереализуемы по бюджетным ограничениям и срокам. Технические ограничения в 1919 году мало отличались от таковых в 1913. Возможности верфей все ещё были ограничены размерностями типов «Норманди» и «Лилль», особенно по ширине. Дноуглубительные работы в портах и модернизация их инфраструктуры также не была завершена и шла с большими задержками. Только один сухой док в Бресте мог принимать корабли длиной до 250 м и шириной до 36 м. Достройка ещё двух доков в Тулоне ожидалась не ранее чем через год. Ожидаемые сроки готовности доков в Лорьяне и Бизерте были ещё больше. Все это приводило к тому, что ширина не должна была превышать величину в 29,5 м. Это накладывало существенные ограничения на возможности противоторпедной защиты, эффективность которой сильно зависела от её глубины. В конечном счете 25 февраля 1919 года Генштаб дал своё заключение что в ближайшие 6-7 лет не могут быть построены новые линкоры учитывающие опыт минувшей войны. А потому следует достроить четыре линкора типа «Норманди». Орудия от пятого— «Беарна», предполагалось использовать взамен захваченных немцами в Лилле произведенных для «Гаскони». Генеральный штаб и конструкторский отдел сошлись во мнении относительно следующих пунктов:
- 1) Достройка кораблей идет с существующей силовой установкой. Для повышения скорости с 21 до 24 узлов требуется изыскать дополнительно 80 000 л. с., что требует слишком больших переделок[18].
- 2) Усиливается противоторпедная защита. Все не занятые углём отсеки перед противоторпедной переборкой должны быть заполнены пробковой крошкой. Установка внешних булей шириной 1 м позволит поднять водоизмещение до 27 000 т. По расчетам защита первоначального проекта «Нормандии» выдерживала взрыв только 100 кг боезаряда торпеды. Принятые меры должны поднять стойкость ПТЗ до 200 кг ТНТ[18].
- 3) Генеральный штаб надеялся, что удастся отказаться от средней башни главного калибра и вернуться к схеме с двумя четырёхорудийными и двумя возвышенными двухорудийными башнями в оконечностях. В любом случае угол возвышения орудий должен быть увеличен до 23-24°. Это позволит увеличить максимальную дальность стрельбы с 16 000 м до 25 000 м. Французы очень сильно ошиблись в своих расчетах по ожидаемым дистанциям боев[18]. По их довоенным расчётам условия видимости на море ограничат дистанцию ведения огня величиной 15 000 м. Исходя из этого планировались углы подъёма орудий и возможности дальномеров. Но бои между германским и британским флотами в Северном море начинались с дистанции в 20 000 м[19].
- 4) Из-за увеличившихся дистанций боя следовало пересмотреть горизонтальную защиту. На больших дистанциях снаряды падали уже под достаточно большим углом и начинали поражать палубы. Суммарная толщина палуб должна быть увеличена до 120 мм, а крыши башен до 200 мм[19].
- 5) Демонтаж подводных торпедных аппаратов с заменой их на шесть 550-мм надводных. Боезапас по 4 торпеды на каждый аппарат, по возможности разместить их над казематом 138-мм орудий[19].
- 6) Так как высвободившиеся отсеков торпедных аппаратов были хорошо защищены и находились за противоторпедной переборкой, в каждом из них следовало разместить по одному электрогенератору. Каждый из них должен мочь самостоятельно обеспечивать питанием необходимые для ведения боя устройства[19].
- 7) Установка командно-дальномерных постов с директорами управления огнём на треногие мачты, двух директоров для 138,6 мм орудий, установка на боевую рубку вращающегося блока с тремя дальномерами с широкой базой и тремя станциями центрального управления стрельбой (две для ГК и один для противоминной артиллерии)[19].
- 8) Добавить центр управления торпедной стрельбой, радиоборудование для систем управления артиллерийской стрельбой и шесть или восемь 90-см прожекторов с внешним управлением от наблюдательных постов[19].
- 9) Предусмотреть запасы для двухместного разведывательного самолёта и одноместного истребителя, но без установки взлетных платформ[19].

«Беарн» имел наименьшую готовность, поэтому для него предлагалась более обширная программа модернизации. Кроме работ аналогичных остальным четырём кораблям серии, предлагалась модификация силовой установки и орудий главного калибра. Котлы Никласса передавались на «Фландр», а на него устанавливались восемь нефтяных котлов подобно устанавливаемых на эсминцах. Новая турбинная установка мощностью 80 000 л. с. должна была обеспечить скорость в 24-25 узлов. В качестве вооружения рассматривались либо четырёхорудийные 340-мм башни увеличенным углом возвышения, либо новые двухорудийные 420-мм установки.
Решение по «Беарну» затягивалось, поэтому в апреле 1920 года его корпус был спущен на воду для освобождения стапеля. В конечном счёте с 1923 года на нём начались работы по переделке в авианосец. Решение по линкорам типа «Норманди» затягивалось. Стоимость их достройки в 1919 году оценивалась в 200—250 млн франков. В результате флот Франции через четыре-пять лет получил бы дивизию однородных линкоров, которые по своим характеристикам вполне могли сравниться не менее чем с 50 капитальными кораблями других стран. Но они уступали лучшим представителям иностранных флотов. Как отмечал сам Дойер, от них и не следует ожидать слишком много, это «корабли на сегодня», не для будущего.
25 февраля 1919 года координатором по проекту «Нормандии» между техническим департаментом и Генеральным штабом стал капитан Вандир(фр. de Vaisseau Vandier). Он 18 месяцев находился в качестве французского наблюдателя при британском Гранд Флите и мог оценить предлагаемые изменения с точки зрения практического опыта использования британского флота. Исследования технического отдела показали, что за счет удлинения корпуса «Норманди» на 15 метров можно было увеличить скорость до 26 узлов и генеральный штаб 4 марта заказал более детальную проработку этого варианта. Тем временем вопрос новых линкоров становился все более актуальным. Для замены порядком изношенного за четыре года войны кораблей была одобрена программа строительства шести легких крейсеров, десяти эсминцев и 20 подлодок. 19 июля 1919 года адмирал Ронарк(фр. Ronarc) в записке на имя министра отметил что французский флот должен сохранять преимущество над итальянским. И так как итальянцы по имеющимся сведениям возобновляют работы над линкорами типа «Карачиолло» с 381-мм орудиями, следует рассмотреть вопрос достройки «Нормандий». Всего было предложено три варианта:
- 1) Достройка по существующему проекту. Что оценивалось уже в 430 млн франков. Срок постройки от 30 до 36 месяцев
- 2) Достройка с рядом улучшений. Добавлялся буль шириной 1 м, увеличивались углы возвышения орудий, улучшалась защита. Стоимость возрастала до 482 млн франков, сроки работ приблизительно как в первом варианте
- 3) Удлинение корпуса, наделка булей шириной по 2,7 метра, увеличение мощности силовой установки до 80 000 л. с. и скорости до 26 узлов. Стоимость более 700 млн франков. Срок выполнения работ 54-60 месяцев[21].

По информации полученной из Рима итальянцы не планировали строить более одного линкора типа «Карачиолло». К тому же экономика Франции истощенная войной находилась в тяжёлом положении. Поэтому в ноте от 4 августа 1919 года адмирал Ронарк уже писал, что не видит целесообразности в достройке линкоров типа «Норманди». 12 сентября 1919 года на рассмотрение правительства была предложена весьма скромная военно-морская программа, из которой были исключены даже подводные лодки. В сопроводительной записке Ронарк писал что следует отказаться от идеи достройки пяти линкоров типа «Норманди». По крайней мере до тех пор, пока правительство не утвердит военно-морскую политику. И хотя в прессе того времени ещё мелькали проекты достройки линкоров типа «Норманди», военно-морское руководство фактически смирилось с отказом в их постройке.
Были рассмотрены варианты достройки их в качестве пассажирских лайнеров, грузовых судов и танкеров и даже несамоходных плавучих цистерн. Но все они не были реализованы. После ратификации Вашингтонского договора 18 апреля 1922 года первые четыре корабля были исключены из списков флота, а их оборудование было использовано для достройки «Беарна» и крейсеров программы 1922 года. С кораблей было демонтировано оборудование, а корпуса проданы на слом. «Норманди» была продана за 1,8 млн франков итальянской фирме и разобрана на металл в 1924—1925 годах. «Лангедок» был отбуксирован в Порт-Брук. В мае 1925 года он затонул после шторма из-за разошедшихся швов. Был впоследствии поднят и к июню 1929 года разобран на металл. «Фландр» был разделан в Тулоне с июля по октябрь 1924 года, «Гасконь» в Лорьяне в 1923—1924 годах.

## Оценка проекта
Проект линкоров типа «Норманди» обладал недостатками, во многом связанными с неспособностью Франции строить и обслуживать корабли водоизмещением свыше 25 000 т. У руководителя технического отдела Дойера (фр. М. Doyere), сменившего в 1911 году Лиссе (фр. М. Lyasse), не было недостатка в критиках. Будучи умным человеком с критическим складом ума, он, тем не менее, не всегда вел себя доброжелательно, поэтому нажил много недоброжелателей. Тем не менее, Дойер сам признавал защиту «Нормандии» недостаточной, особенно — подводную защиту.
Французы много внимания уделили защите от снарядов средней артиллерии. Вертикальная защита французских дредноутов закрывала большую часть борта, при этом входивший в неё главный броневой пояс был сравнительно тонким. Главный пояс в 280 мм занимал два межпалубных пространства и продолжался в оконечности поясами 180-мм толщины. Защитой на уровне ватерлинии не был прикрыт только очень небольшой отрезок в кормовой оконечности. Над главным поясом располагались верхний пояс в 180 мм и казематы противоминного калибра, защищенные броней толщиной 160—180 мм. Для сравнения, британский дредноут «Айрон Дюк» имел главный пояс толщиной 305 мм, новейший линкор «Куин Элизабет» — 330 мм, а германский «Кёниг» — все 350 мм при меньшей площади бронирования борта. На момент проектирования своих первых сверхдредноутов французы считали, что для достижения решительных результатов противники должны будут сблизиться на дистанцию в 6000 м и во время боя эта дистанция вряд ли превысит 8000 м. Поэтому вертикальной защите был отдан приоритет над горизонтальной: бронепалубы французских линкоров имели лёгкое бронирование. Две палубы из трёх слоёв стальных листов скорее должны были удерживать осколки от прошедших сквозь пояс снарядов, летевших по настильным траекториям, нежели служить защитой от падающих под большим углом снарядов. Первые же бои Первой мировой войны показали, что дистанции боя значительно превышают спрогнозированные французскими специалистами. В бою у Фолклендских островов огонь открывался на дистанции порядка 15 000 м, а основной бой велся на дистанции 9000 —13 000 м. В сражении у Доггер-банки огонь вёлся на дистанциях 14 500 — 18 000 м, а в Ютландском сражении дневные бои начинались на дальностях 18 000 — 19 000 м. На таких дистанциях снаряды падали на цель по навесной траектории, чаще попадая в палубы сверху, на что защита французских дредноутов не рассчитывалась.
Дойера, как ответственного за проект, критиковали за выбор орудий 340-мм калибра, в то время как флоты других стран уже переходили на орудия калибром 356 мм и 381 мм. Однако выбор 340-мм калибра был связан не только с ограничениями водоизмещения, но и с опасением задержки сроков разработки новых орудий. В любом случае, Генеральный штаб отмечал, что для 25 000-т корабля двенадцать 340-мм орудий давали бортовой залп, массой превосходивший таковые у большинства современных линкоров.
Критиковался и выбор комбинированной установки вместо турбин прямого действия или турбозубчатых агрегатов. Между тем, турбины прямого действия обладали слишком низкой экономичностью, а редуктор турбозубчатого агрегата был по тем временам новой и ещё не проверенной технологией. Намучившись в своё время с установкой турбин неотработанной конструкции на «Дантонах», французы предпочли второй раз не рисковать. На этот шаг пошли, понимая, что комбинированная установка должна привести к сложностям при эксплуатации. Необходимо было обучать персонал работе с двумя разноплановыми установками и хранить запчасти к ним обеим.
|                             | «Бретань»           | «Норманди»          | «Айрон Дюк»         | «Куин Элизабет»    | «Кёниг»             | «Байерн»           | «Невада»            | «Фусо»              | «Карачолло»        |
| --------------------------- | ------------------- | ------------------- | ------------------- | ------------------ | ------------------- | ------------------ | ------------------- | ------------------- | ------------------ |
| Закладка                    | 1912                | 1913                | 1912                | 1912               | 1911                | 1913               | 1912                | 1912                | 1914               |
| Ввод в строй                | 1916                | —                   | 1914                | 1916               | 1914                | 1916               | 1916                | 1915                | -                  |
| Длина×ширина                | 166×27              | 177,6×27            | 190×27,5            | 197×27,6           | 175,4×29,5          | 179,8×30,8         | 177,7×29,1          | 202,7×28,7          | 212×29,6           |
| Нормальное водоизмещение, т | 23 500              | 25 200              | 26 100 дл. т        | 32 000 дл. т       | 25 390              | 28 074             | 27 500 дл. т        | 30 600              | 31 400             |
| Скорость, узлы              | 20                  | 21                  | 21,25               | 24                 | 21                  | 22                 | 20,5                | 22,5                | 25                 |
| Вооружение                  | 10×340-мм 22×138-мм | 12×340-мм 24×138-мм | 10×343-мм 12×152-мм | 8×381-мм 14×152-мм | 10×305-мм 14×150-мм | 8×380-мм 14×150-мм | 10×356-мм 21×127-мм | 12×356-мм 16×152-мм | 8×381-мм 12×152-мм |
| Пояс, мм                    | 250                 | 280                 | 305                 | 330                | 350                 | 350                | 343                 | 305                 | 300                |
| Схема размещения вооружения |                     |                     |                     |                    |                     |                    |                     |                     |                    |

## Использованная литература и источники
1. ↑  Conway’s All the World’s Fighting Ships, 1906—1921. — Annapolis, Maryland, U.S.A.: Naval Institute Press, 1985. — P. 198. — ISBN 0-87021-907-3.
2. ↑  Le Masson, 1984, p. 409.
3. 1 2  Le Masson, 1984, p. 410.
4. ↑  Le Masson, 1984, p. 411.
5. ↑  Jordan, Dumas. French Battleships. — P. 8.
6. 1 2 3 4  Le Masson, 1984, p. 412.
7. ↑  Патянин. Французские авианосцы ВМВ, 2013, с. 5.
8. 1 2 3 4 5 6 7 8  Патянин. Французские авианосцы ВМВ, 2013, с. 6.
9. 1 2  Le Masson, 1984, p. 413.
10. 1 2  Патянин. Французские авианосцы ВМВ, 2013, с. 11.
11. 1 2  Jordan, Dumas. French Battleships. — P. 13.
12. 1 2 3 4 5 6 7 8  Патянин. Французские авианосцы ВМВ, 2013, с. 7.
13. 1 2 3 4 5 6  Le Masson, 1984, p. 414.
14. 1 2 3 4  Патянин. Французские авианосцы ВМВ, 2013, с. 8.
15. ↑  DiGiulian, Tony. France. 340 mm/45 (13.4") Model 1912 (англ.). сайт navweaps.com. — Описание орудия 340-мм/45 модели 1912 года. Дата обращения: 1 апреля 2015. Архивировано 18 апреля 2015 года.
16. ↑  DiGiulian, Tony. France. 138.6 mm/55 (5.46") Model 1910 (англ.). сайт navweaps.com. — Описание орудия 138,6 мм/45 модели 1910 года. Дата обращения: 1 апреля 2015. Архивировано 5 января 2010 года.
17. 1 2 3  Патянин. Французские авианосцы ВМВ, 2013, с. 12.
18. 1 2 3 4  Le Masson, 1984, p. 416.
19. 1 2 3 4 5 6 7 8 9 10  Le Masson, 1984, p. 417.
20. ↑  Le Masson, 1984, p. 418.
21. 1 2 3  Le Masson, 1984, p. 419.
22. ↑  Патянин. Французские авианосцы ВМВ, 2013, с. 14.
23. 1 2 3  Le Masson, 1984, p. 415.
24. ↑  Jordan, Dumas. French Battleships. — P. 12-13.
25. ↑  Jordan, Dumas. French Battleships. — P. 12.
26. 1 2  Jordan, Dumas. French Battleships. — P. 10.
27. 1 2  Jordan, Dumas. French Battleships. — P. 11.
28. ↑  Conway's, 1906—1921. — P.31
29. ↑  Паркс. Линкоры Британской империи. Том 7. — С. 50.
30. ↑  Conway's, 1906—1921. — P.33
31. ↑  Gröner. Band 1. — S.51
32. ↑  Gröner. Band 1. — S.52—54
33. ↑  Conway's, 1906—1921. — P.115
34. ↑  Conway's, 1906—1921. — P.229